# Tiranai vár
A tiranai vár vagy Tirana vára (albán Kalaja e Tiranës) bizánci eredetű, 4–6. századi, a 17. században újjáépített, majd a 19. században elpusztult erődítés romja Albánia fővárosában, Tiranában. Az épület nagy része mára elenyészett, csupán északkeleti körbástyájának alapjai és az ahhoz kapcsolódó falak maradványai láthatóak. Északi falszakaszának helyét a Murat Toptani sétányon sorakozó éttermek és kávéházak rekonstruált, várszerű falazata jelzi.

## Története
A 20. századig a helyi hagyomány úgy tartotta, hogy a vár a 17–18. század folyamán épült fel. A 2001-ben és 2008-ban folyt ásatások azonban további falszakaszokat, valamint egy körbástya alapjait tárták fel. Az eredményeket publikáló régészek az építmények korát a Bizánci Birodalom korai időszakáig, a 4. századig vezették vissza. Az erődítést a 6. században I. Iusztinianosz bizánci császár felújíttatta és megerősíttette, és vélhetően azonos volt a Kaiszareiai Prokopiosz által említett Türkanosz erődítéssel. A 17. században, a város 1614-es alapítása után nem sokkal ennek fennmaradt alapjain, a falmaradványok felújításával épült fel Tirana oszmán pasáinak erődítése. A 18–19. századok fordulóján a közeli Krujából ideköltöző földesúri család, a Toptanik vették birtokba a várat, és itt alakították ki szerájukat. 1832-ben több más albániai várral együtt a tiranai erődítést is lerombolták az oszmán hatóságok. A 20. században az albán nemzetgyűlés épülete, majd I. Zogu albán király uralkodói rezidenciája épült fel az egykori vár helyén.
A feltárt falak és alapok a tiranai várnak csak egy részét tették ismertté, pontos kiterjedése nem ismert, de feltételezik, hogy a többi albániai síksági erődítéshez hasonlóan valószínűleg négyszög alaprajzú vár kelet–nyugati irányban elnyúlva 200×160 méteres területet foglalhatott el. Déli fala a Lana folyóval párhuzamosan futhatott, a ma ismert romok pedig az északkeleti sarokhoz tartozhattak. Az oszmán kori északi fal és kapujai az 1930-as években még sértetlenül álltak, ez nagyjából a mai Murat Toptani sétány vonalával esett egybe, helyén ma éttermek és bárok várfalszerű homlokzata húzódik. Az 1950-es években a nemzetgyűlés épületével szemközti kis állatkertben még szintén álltak a keleti fal egyes részei. Ezeknek a falaknak a nagy része a 20. század közepe után elpusztult, építkezések áldozatává vált, egyedül a 2008-as ásatásokon napvilágra került északkeleti körbástya és az ahhoz csatlakozó rövidebb falszakaszok maradványai láthatók.